# Czekam w Monte-Carlo
Czekam w Monte-Carlo – polski film obyczajowy z 1969 roku w reżyserii Juliana Dziedziny, osnuty wokół przeżyć dwóch polskich automobilistów uczestniczących w Rajdzie Monte Carlo.

## Główne role
- Stanisław Zaczyk - Piotr Zawadzki
- Andrzej Kopiczyński - Jan Rajski, pilot Zawadzkiego
- Jack Recknitz - Gene Stothard, kierowca z Anglii
- Zygmunt Apostoł - Ernie Brown, pilot Stotharda
- Janina Borońska - Irena Zawadzka, żona Piotra
- Krzysztof Chamiec - Gunar Anderson, kierowca ze Szwecji
- Urszula Gałecka - Ursula Anderson, żona i pilot Andersona
- Adam Kwiatkowski - Jagoda, mechanik polskiej ekipy